# 苏联驻哈尔滨总领事馆旧址
苏联驻哈尔滨总领事馆旧址是黑龙江省哈尔滨市的一座历史建筑，位于南岗区耀景街22号。新艺术运动建筑风格，一类保护建筑。2007年9月30日，成为哈尔滨市文物保护单位。

## 建筑沿革
该建筑包括前后二楼，分别建于1907年和1924年。原作为中东铁路局首任局长霍尔瓦特将军的官邸，修建于1907年，但霍尔瓦特选择住在香坊将军府，于是此处改为中东铁路局的图书馆。1907年1月14日，俄国在哈尔滨设总领事馆，馆址设于车站街的中东铁路宾馆（现红军街85号龙门大厦贵宾楼）。1911年，俄国驻哈尔滨总领事馆馆址迁于耀景街22号，直至1918年。十月革命后，这里成为中东铁路附属地俄军总司令普利什阔夫骑兵上将官邸。
1924年10月5日，苏联与中国北洋政府建交，设立驻哈尔滨总领事馆，馆址初设吉林街52号犹太商人克罗尔的宅邸内，1927年迁入耀景街22号。1929年下半年因"中东路事件"一度关闭。1932年以后，苏联与日本达成协议，承认满洲国，此处仍为苏联驻满洲国领事馆。1945年8月苏联对日宣战，驻哈尔滨领事馆一度关闭。1949年10月，苏联与中华人民共和国建交，领事馆仍设于耀景街22号。1962年9月25日，因中苏交恶，苏联政府关闭驻哈尔滨总领事馆。1963年，此处交给黑龙江省文联使用。2005年耀景街22号移交给省外事办后闲置。2015年，中俄讨论恢复俄罗斯驻哈尔滨领事馆，地址定在耀景街22号。2018年12月，俄方宣布将修复这座领事馆。2019年9月14日，俄罗斯驻哈尔滨总领事馆开馆，设于临时馆址。2021年4月15日，俄罗斯驻哈尔滨总领事馆正式迁往哈尔滨富力中心。

## 领馆历史
1920年8月26日，远东共和国全权代表尤金在北京与中国政府交涉，确定在哈尔滨设立代表部。1921年2月，远东共和国政府在哈尔滨设立代表部。1921年5月14日，远东共和国交通部在哈尔滨设立了商务代办处。1922年11月14日，远东共和国并入苏联，12月10日，远东共和国驻哈尔滨代表部改为苏联政府驻哈尔滨代表部，代表巴果金。
1924年5月31日，苏联全权代表加拉罕在北京与中国政府签订了《中俄解决悬案大纲协定》。1924年7月29日，苏联驻哈尔滨代表部改为苏联驻哈尔滨总领事馆，在道里经纬二道街临时开馆，全权代表拉基金（Н·Я·Pакитин）兼中东路理事。9月20日，东三省政府代表郑谦、吕荣寰、钟世铭与苏联全权代表库兹涅佐夫（КуЭдечов）在奉天签订《中华民国东三省自治政府与苏维埃俄罗斯联邦政府之协定》(《奉俄协定》)。10月5日，苏联驻哈尔滨总领事馆开馆。馆址迁至南岗吉林街18号原犹太商人克罗尔的宅邸内（1931年6月15日为捷克斯洛伐克驻哈尔滨领事馆）。1926年3月格兰德（Грант）第二任总领事。
1927年1月11日，东省特别区行政长官公署逮捕了哈尔滨苏联职工联合会会长埃西科夫。3月11日，又查封了苏联驻哈尔滨商务代表部。31日，查封了苏联远东运输公司。4月10日，中苏断绝外交关系。但苏联驻哈尔滨总领事馆仍照常工作。
1929年5月27日，东省特别区警察总管理处搜查了苏联驻哈尔滨总领事馆，并逮捕了在总领事馆开会的苏联人39人，搜走了大批文件。5月29日，东省特别区行政长官张景惠下令封闭苏联驻哈尔滨总领事馆。7月19日，苏联总领事梅立尼科夫回国。10月15日，在总领事馆被捕的苏联人员均被东省特别区法院以赤化罪判刑。12月31日，苏联驻哈尔滨总领事馆恢复，新任苏联驻哈尔滨总领事司曼诺夫斯基。
1935年4月7日，苏籍员工及家属开始撤回，8月21日，撤回完毕。1945年8月9日，苏联对日宣战后，苏联驻哈尔滨总领事馆宣告闭馆。1949年10月20日，苏联驻哈尔滨总领事馆正式成立，地址在南岗耀景街16号（22号）。10月21日，举行升旗开馆议式。领事区域只限于黑龙江省。1962年9月25日，苏联政府决定关闭苏联驻哈尔滨总领事馆。总领事维席连柯（M·П·Весиленко）于9月29日离开哈尔滨。10月23日，哈尔滨市房地局副局长刘兴国与原苏联驻哈尔滨总领事馆副领事巴雷宁（Бapblннн），共同在哈尔滨市房地局代管原领事馆房产的《接交书》上签字。10月15日，最后一批原苏联驻哈尔滨总领事馆人员撤走。
2015年，中俄讨论恢复俄罗斯驻哈尔滨领事馆，地址定在耀景街22号。2019年9月14日，俄罗斯驻哈尔滨总领事馆开馆；2021年4月15日，俄罗斯驻哈尔滨总领事馆正式迁往哈尔滨富力中心。